# Belles-Fontaines
Belles-Fontaines is een fusiegemeente (commune nouvelle) in het Franse departement Haute-Saône. De plaats maakt deel uit van het arrondissement Lure. Belles-Fontaines is op 1 januari 2025 ontstaan door de fusie van de gemeenten Courchaton, Georfans en Vellechevreux-et-Courbenans. 